# Erna Villmer
Erna Villmer (também Willmer; 1 de março de 1889, em Tallinn - 16 de junho de 1965, em Tallinn) foi uma actriz estoniana.
De 1907 a 1910 estudou no Teatro de Arte de Moscovo, contudo não terminou os seus estudos. Mais tarde, ela complementou a sua formação em Paris, Berlim e Viena. Entre 1910 e 1937 (com intervalos) ela trabalhou no Teatro Estoniano.
Prémios:
- 1935: Actriz de Mérito da Estónia[1]